# Mina (sångare)
Mina, född Mina Anna Mazzini 25 mars 1940 i Busto Arsizio, är en italiensk sångerska. Hon var mycket populär i Italien under framför allt 1960-talet och det tidiga 1970-talet. Totalt har hon haft över 70 singlar på den italienska singellistan. Hon var också mycket populär i Tyskland, Schweiz och Österrike. Hon blev dock kontroversiell i Italien där katolska kyrkan har stort inflytande då hennes låtar berörde tabubelagda ämnen, men även för att hon hade ett förhållande med en gift skådespelare. Detta ledde till en bannlysning i italiensk TV 1963.

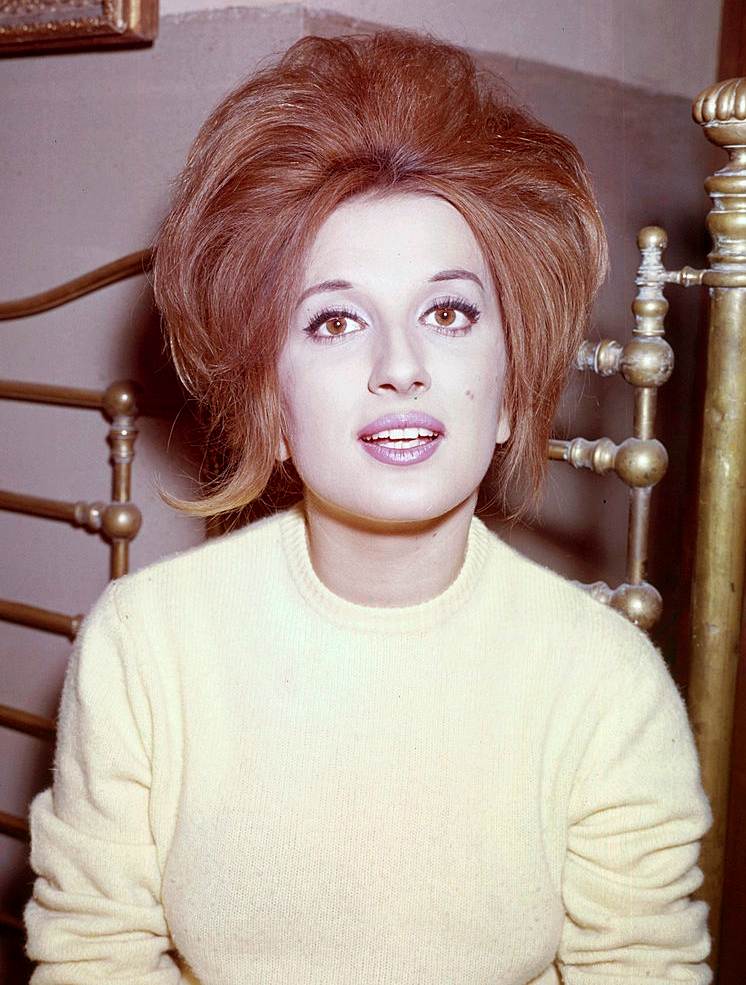
Mina Mazzini under 1960-talet.

Hon inledde karriären 1958 med en rock'n'roll-betonad repertoar, men kom några år senare att utveckla en personlig och mer sensuell stil. Hennes största hitlåtar inkluderar Tintarella di luna (1959), Un anno d'amore (1965), Grande grande grande (1972) och E poi... (1973). Hon tog paus från musiklivet 1974, men gjorde comeback 1978 vilket resulterade i ett livealbum. Hon har fortsatt att ge ut nya studioalbum in på 2010-talet.

## Diskografi

### Studioalbum
- Tintarella di luna (1960)
- Il cielo in una stanza (1960)
- Due note (1961)
- Moliendo café (1962)
- Renato (1962)
- Stessa spiaggia, stesso mare (1963)
- Mina (1964)
- Studio Uno (1965)
- Studio Uno 66 (1966)
- Mina 2 (1966)
- Sabato sera — Studio Uno '67 (1967)
- Dedicato a mio padre (1967)
- Le più belle canzoni italiane interpretate da Mina (1968)
- Canzonissima '68 (1968)
- I discorsi (1969)
- Mina for You (1969)
- ...bugiardo più che mai... più incosciente che mai... (1969)
- Mina canta o Brasil (1970)
- ...quando tu mi spiavi in cima a un batticuore... (1970)
- Mina (1971)
- Cinquemilaquarantatre (1972)
- Altro (1972)
- Frutta e verdura (1973)
- Amanti di valore (1973)
- Mina® (1974)
- Baby Gate (1974)
- La Mina (1975)
- Minacantalucio (1975)
- Singolare (1976)
- Plurale (1976)
- Mina quasi Jannacci (1977)
- Mina con bignè (1977)
- Attila (1979)
- Kyrie (1980)
- Salomè (1981)
- Italiana (1982)
- Mina 25 (1983)
- Catene (1984)
- Finalmente ho conosciuto il conte Dracula... (1985)
- Sì, buana (1986)
- Rane supreme (1987)
- Ridi pagliaccio (1988)
- Uiallalla (1989)
- Ti conosco mascherina (1990)
- Caterpillar (1991)
- Sorelle Lumière (1992)
- Mina canta i Beatles (1993)
- Lochness (1993)
- Canarino mannaro (1994)
- Pappa di latte (1995)
- Cremona (1996)
- Napoli (1996)
- Leggera (1997)
- MinaCelentano (med Adriano Celentano; 1998)
- Olio (1999)
- Mina Nº 0 (1999)
- Dalla terra (2000)
- Sconcerto (2001)
- Veleno (2002)
- Napoli secondo estratto (2003)
- Bula Bula (2005)
- L'allieva (2005)
- Bau (2006)
- Todavía (2007)
- Sulla tua bocca lo dirò (2009)
- Facile (2009)
- Caramella (2010)
- Piccolino (2011)
- 12 (American Song Book) (2012)
- Christmas Song Book (2013)
- Selfie (2014)
- Le migliori (med Adriano Celentano; 2016)
- Maeba (2018)
- Mina Fossati (med Ivano Fossati; 2019)
- Ti amo come un pazzo (2023)